# Povo tailandês do norte
Povo tailandês do norte se refere às pessoas do norte da Tailândia ou Tai Yuan (em tailandês: วน, [Taj ɲuːən˧]), auto-designação Khon mu(e) ang, que significa "povo da terra cultivada" ou "as pessoas da nossa comunidade". São a maioria da população de oito províncias no norte da Tailândia, principalmente na área do antigo reino de Lanna. Eles pertencem ao grupo dos povos Tai e estão intimamente relacionados com os Lü em relação à cultura, língua e história comuns. Há aproximadamente 6 milhões de Tai Yuan. A maioria deles vive no norte da Tailândia, com uma pequena minoria (29.442 segundo o censo de 2005) que vivem do outro lado da fronteira, em Bokeo e Sainyabuli, então províncias do Laos.